# Streek-GR Kempen

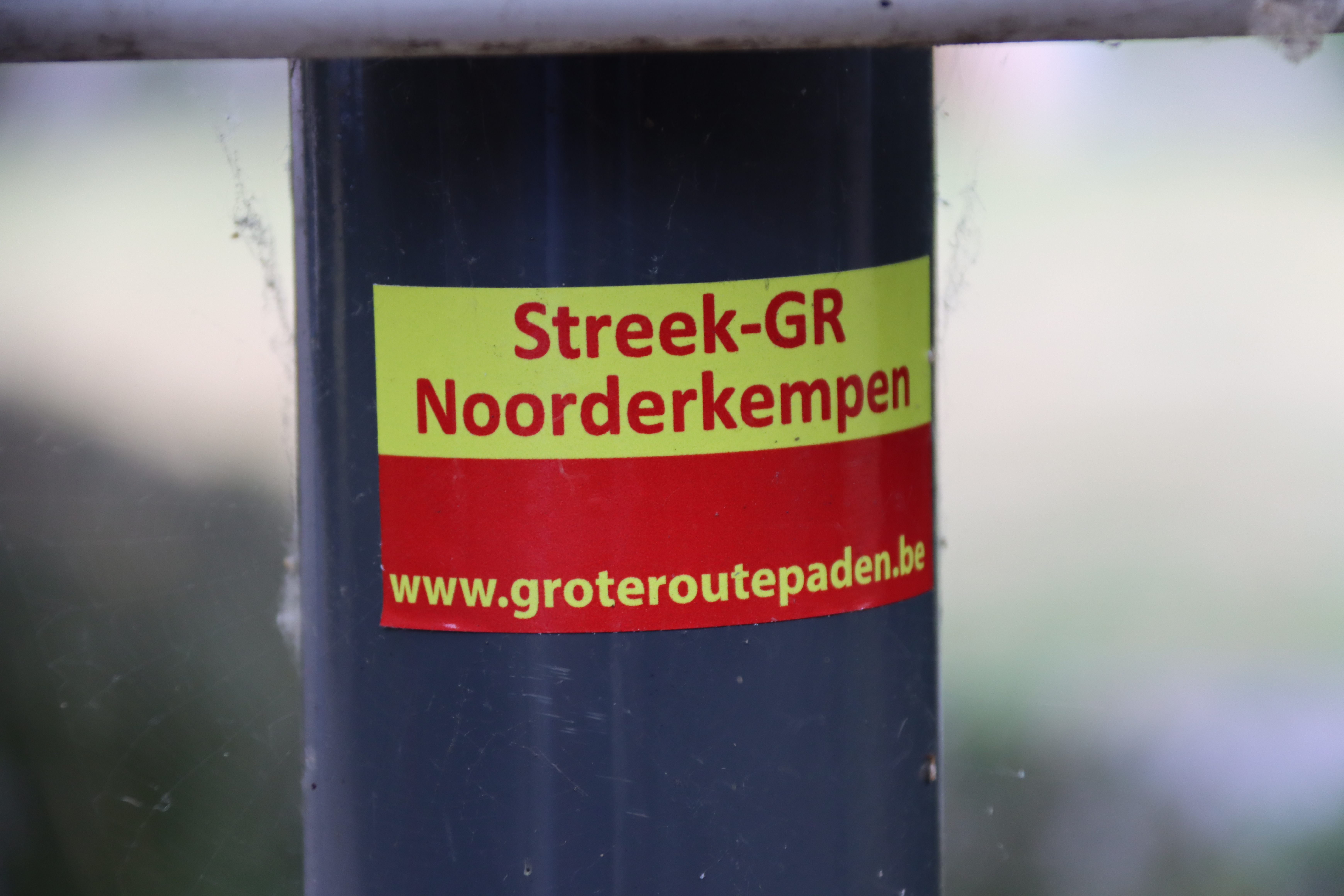
Streek-GR Kempen in Begijnhof Hoogstraten

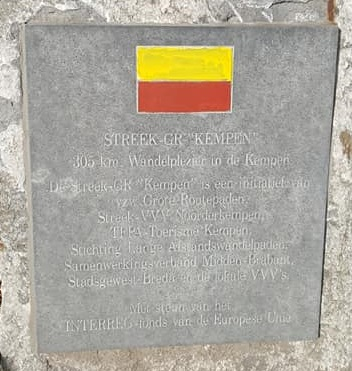

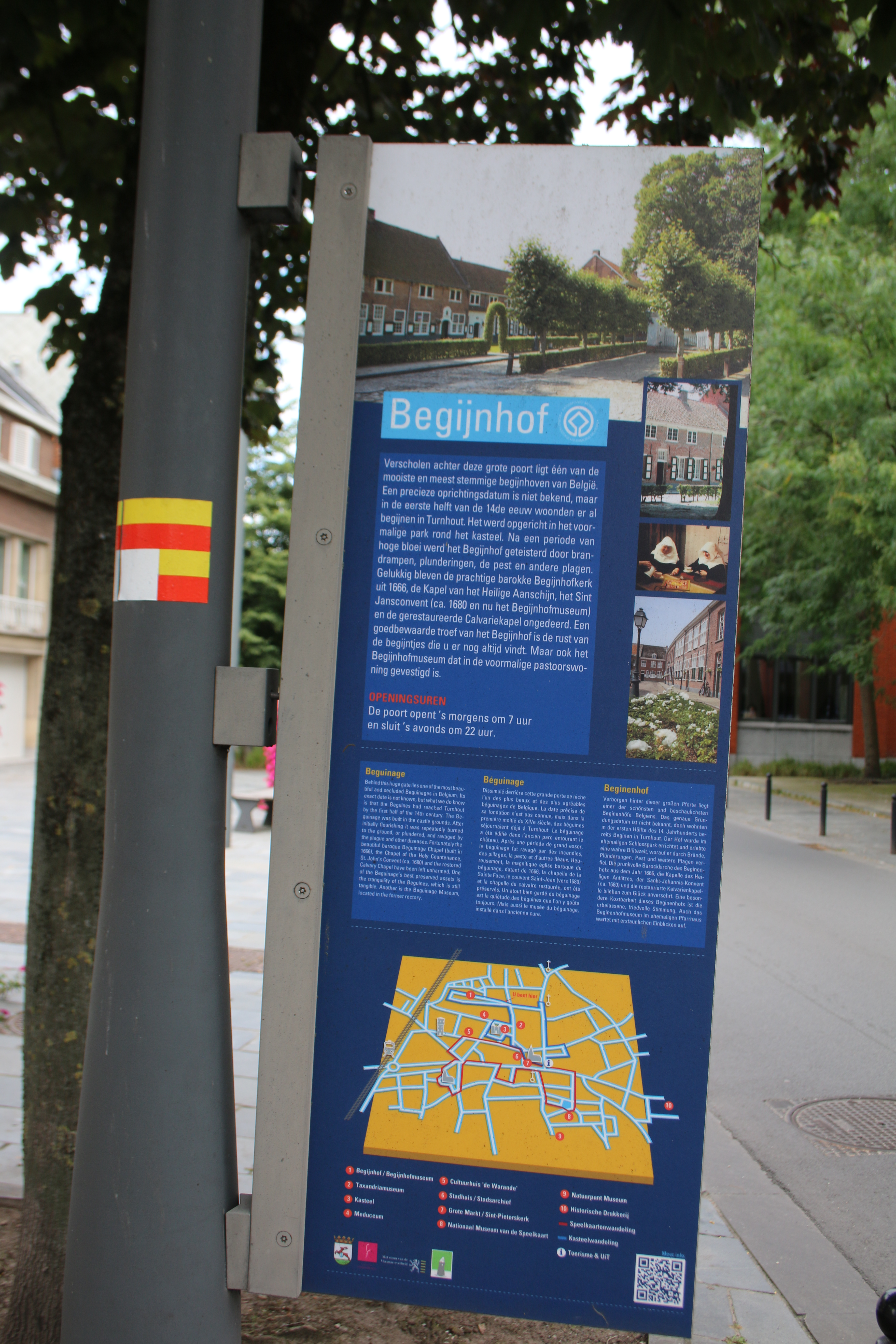
Streek-GR Kempen in Begijnhof Turnhout

De Streek-GR Kempen is een GR-pad in de Antwerpse Kempen (circa 246 kilometer). Het lusvormige streekpad is bewegwijzerd met geel-rode markeringen (en wit-rode waar ze met een andere GR samenloopt). De route loopt langs Baarle, Hoogstraten, Oostmalle, Herentals, Ravels. Er zijn ook dwarsverbindingen tussen Oostmalle en Turnhout en tussen Herentals en Geel. De GR loopt onder andere langs Zwart Water, Zoerselbos, Begijnhof van Hoogstraten, Kasteel van de hertogen van Brabant, Begijnhof Turnhout.